# مانیکا اشنیر
مانیکا اِشنِـیر (انگلیسی: Monika Schnarre؛ زادهٔ ۲۷ مهٔ ۱۹۷۱) یک هنرپیشه، مجری تلویزیون و مدل اهل کانادا است.
او دانش‌آموختهٔ یوسی‌ال‌ای در رشتهٔ خبرنگاری تلویزیون است.

## گزیدهٔ آثار

### سینما
- آشفتگی ۳ (۲۰۰۱)
- جونیور (۱۹۹۴)
- ببر بی‌باک (۱۹۹۱)

### تلویزیون
- افسون‌شده (۲۰۰۳)
- جسور و زیبا (۱۹۹۴)